# Stylosomus cylindricus
Stylosomus cylindricus es una especie de insecto coleóptero de la familia Chrysomelidae.
Fue descrita científicamente en 1860 por F. Morawitz.